# Wido von Spoleto
Wido von Spoleto (später auch Guido bzw. Wido II(I).; * 855; † November 894) war das wichtigste Mitglied der Familie der Widonen, die in der zweiten Hälfte des 9. Jahrhunderts das im Jahre 571 gegründete langobardische Herzogtum Spoleto in Mittelitalien beherrschten.

## Herkunft
Wido war der Sohn des Markgrafen und Herzogs Wido I. von Spoleto und seiner Ehefrau Itana, vermutlich einer Tochter des Herzogs Siko von Benevent. Sein älterer Bruder Lambert I. war Herzog von Spoleto 850–871 und 875–879 und kämpfte gegen Kaiser Ludwig II., unterhielt aber ein gutes Verhältnis zu dessen Nachfolger Karl II. dem Kahlen. Der Vater Wido I. war mit Kaiser Lothar I. im Jahre 842 nach Italien gekommen und von diesem zum Herzog von Spoleto ernannt worden.

## Leben

### Vor der eigenen Herrschaft
Wido war ab 876 Markgraf von Camerino, dem östlichen Teil des von seinem Vater Wido I. unter seinen Söhnen aufgeteilten Herzogtums Spoleto; er ist in einer Urkunde von Juni 876 als solcher erwähnt. Wohl im Jahre 879 heiratete er Ageltrude, Tochter des Fürsten und Herzogs Adelchis von Benevent, und erneuerte auf diese Weise die politische Verbindung zum zweiten langobardischen Staat in Mittel- und Süditalien. Er und sein Bruder unterstützten 876/877 Papst Johannes VIII. im Kampf gegen die Sarazenen in Kampanien im Rahmen eines Bündnisses mehrerer, aber nicht aller süditalienischen Kleinstaaten gegen die Invasoren. Spürbare Erfolge zeigten sich jedoch nicht.
Als die westfränkische Bischofssynode von Ponthion am 16. Juli 877 nach dem Tode Karls des Kahlen die Oberherrschaft des Papstes über Spoleto anerkannte, wandte sich Lambert I. gegen Johannes VIII., eroberte Rom und nahm den Papst im März 878 gefangen, obwohl er wenig zuvor von diesem adoptiert worden war. Ob Wido daran beteiligt war, ist eher unwahrscheinlich. Als Lambert im Sommer 880 starb, folgte ihm sein Sohn Wido II. (III.) nach. Dieser nahm im Februar 882 zusammen mit seinem Onkel an einer Synode in Ravenna teil, auf der beide dem Papst Treue schworen und versprachen, ihm alle unrechtmäßig erworbenen Ländereien zurückzugeben. Im Jahre zuvor hatte Wido in einen Thronstreit in Benevent eingegriffen, der nach der Ermordung seines Schwiegervaters Adelchis 878 ausgebrochen war. Er nahm dabei den Gegner seines Verwandten Radelchis II., Gaideris, gefangen, ließ ihn dann aber nach Konstantinopel entkommen.

### Die eigene Herrschaft in Spoleto
Im März 883 starb Wido II. (III.) und sein Onkel übernahm die Herrschaft im ganzen Herzogtum Spoleto. Als seinen Titel nennen die zeitgenössischen Quellen alternativ Markgraf oder Herzog. Auch die Namenszählung schwankt zwischen Wido II. bzw. III., wobei die letztere Möglichkeit der Abfolge der Herzöge nach richtig wäre, doch wird er meist als Wido II. bezeichnet, was die Generationenzugehörigkeit innerhalb der Familie angibt.
Politisch lavierte er anfänglich zwischen den Sarazenen, die sich um die Mündung des Flusses Garigliano südlich von Gaeta festgesetzt hatten, und den oströmischen Kaisern. Ein Feldzug gegen die Sarazenen brachte kein Ergebnis, eine Gesandtschaft nach Konstantinopel jedoch finanzielle Unterstützung seitens des Kaisers Basileios I. Damit nahm Wido dieselbe Position ein wie sein Schwager Waimar I., der das Fürstentum Salerno beherrschte und die Tochter seines Bruders Lambert, Itta, geheiratet hatte.
Wegen seiner Beziehungen zum Kaiser in Konstantinopel klagte der neue karolingische Kaiser Karl III. Wido auf einem Reichstag in Nonantola im Juni 883, an dem auch Papst Marinus I. teilnahm, wegen Hochverrats an und ließ ihn gefangensetzen; er wurde zum Verlust aller seiner Besitzungen verurteilt. Wido konnte jedoch entkommen und ging ein kurzzeitiges Bündnis mit den Sarazenen ein, welches ihm half, die Truppen Karls 883/884 zurückzuschlagen. Am 6. Januar 885 sprach ihn dann eine Reichsversammlung in Pavia vom Vorwurf des Hochverrats frei und Karl III., der seine Herrschaft von vielen Seiten bedroht sah, setzte ihn wieder in seine Würden ein. Wido galt zu dieser Zeit als einer der mächtigsten Fürsten Italiens, weshalb die Annales Fuldenses seine Herrschaft als regnum Widonis bezeichneten.
Papst Stephan V. wandte sich nach seiner Wahl 885 an ihn, weil Kaiser Karl III., mit dem die Papstwahl nicht abgesprochen war, ihm die Unterstützung im Kampf gegen die Sarazenen verweigerte. Wido schlug diese daraufhin am Garigliano und eroberte zusätzlich die Grafschaft Capua und das Fürstentum Benevent, dessen Inhaber Ajo II. zu ihm gekommen war. Damit gewann er die tatsächliche Macht in Mittelitalien. Um ihr neues Bündnis zu stärken, adoptierte Stephan V. zu Anfang 886 Wido und verpflichtete ihn damit zugleich als Verteidiger des Papsttums. Wegen eines Aufstandes der Bewohner verlor er jedoch die Herrschaft über Benevent wieder an Ajo II.

### Königsherrschaft und Kaisertum
Nach der Absetzung Karls III. im November 887 und dessen Tod am 13. Januar 888 änderte Wido seine politischen Pläne vollständig. Er sah nun eine Chance, sich selbst im Machtkampf aller gegen alle in den verschiedenen Königreichen zu positionieren, aus denen sich das Karolingerreich zusammensetzte. Er zog im Rahmen einer Übereinkunft mit dem Markgrafen des Friaul, Berengar I., der sich zum König von Italien wählen lassen wollte, ins Westfrankenreich nach Burgund und ließ sich im Februar 888 in Langres zu Karls Nachfolger als König krönen. Unterstützung fand er dabei im Erzbischof von Reims, Fulko dem Ehrwürdigen, und zählte auch auf die nie abgerissenen Verbindungen seiner Familie in ihre dortige Heimat. Wenige Zeit später wurde er allerdings von dem am 29. Februar in Compiègne gewählten Odo von Paris gezwungen, sich langsam zurückziehen.
Erst im Oktober 888 zog Wido über die Alpen nach Oberitalien, wo sich etliche Fürsten ihm anschlossen, die gegen Berengar I. eingestellt waren, der sich um die Jahreswende 887/888 zum König hatte krönen lassen. Im Machtkampf zwischen den west- und ostoberitalienischen Gruppierungen kam es zu einer ersten Auseinandersetzung bei Brescia, die Ende Oktober von Berengar gewonnen wurde, aber mit einem Waffenstillstand endete. Letzterer war nämlich vom Einzug Arnulfs von Kärnten, des neuen Königs im Ostfrankenreich, überrascht worden. Er sah sich genötigt, sich diesem im Dezember desselben Jahres zu unterwerfen. Eine neue, entscheidende Schlacht zwischen den beiden Kandidaten für das regnum Italiae fand Anfang 889 am Flusse Trebbia statt, in der Berengar besiegt und verwundet wurde. Er zog sich daraufhin nach Verona zurück und beschränkte sich vorläufig auf die Königsherrschaft im östlichen Oberitalien.
Eine Bischofssynode in Pavia, die sich vor allem aus oberitalienischen Bischöfen zusammensetzte, vereinbarte mit Wido einen Vertrag, den dieser beschwor. Er sah in acht Kapiteln den Schutz der Kirche und ihrer Amtsträger vor Plünderungen und Besitzentfremdungen vor. Daraufhin wählten ihn die Bischöfe im Februar 889 zum König von Italien. Das Herzogtum Spoleto überließ er daraufhin seinem Großneffen Wido IV. 889 wurde er in der Kirche San Michele Maggiore in Pavia gekrönt. In der sich anbahnenden Auseinandersetzung mit Arnulf um die Kaiserkrone gewann Wido vorerst und ließ sich am 21. Februar 891 in Rom von Papst Stephan V. zum Kaiser krönen, während seine Gattin Ageltrude Kaiserin wurde. Somit wurde Wido vermutlich der erste nichtkarolingische Herrscher, der den Kaisertitel gewann (eine Abstammung von den Karolingern in weiblicher Linie über Adalhaid, eine Tochter Pippins von Italien, ist umstritten). Sein Siegel trug die Aufschrift renovatio regni Francorum.
Noch im Mai 889 hatte er seinen Sohn Lambert zum Mitkönig erhoben. Als frühe Regierungshandlungen errichtete er zwei neue Markgrafschaften um Ivrea im westlichen und um den Gardasee im östlichen Oberitalien. Außerdem bestätigte er Pietro Tribuno, dem Dogen von Venedig, und Volk der Venezianer deren Rechte, die in einem Vertrag Karls des Großen mit dem oströmischen Kaiser Michael I. Rhangabe 812 vereinbart worden waren. Am 30. April 892 ließ Wido seinen Sohn während einer Synode in Ravenna vom neuen Papst Formosus zum Mitkaiser krönen; im Gegenzug bestätigten beide die Rechte des Papsttums auf die mittelitalienischen Gebiete aus der Pippinischen Schenkung. Ein wohl von Erzbischof Fulko von Reims intendiertes Bündnis Widos mit dem am 28. Januar 893 zum König im Westfrankenreich gekrönten Karl dem Einfältigen wurde anscheinend nicht realisiert.
Papst Formosus begann nun die Macht Widos zu fürchten und schickte im Herbst 893 Gesandte zum ostfränkischen Reichstag in Regensburg, um Arnulf von Kärnten zu einem Italienzug zu bewegen. Ein Eingreifen des Sohnes Arnulfs, Zwentibold, in Oberitalien erbrachte kein Ergebnis. Zu Anfang 894 zog Arnulf jedoch selbst über die Alpen und konnte mit seinem Heer die Städte Brescia, Bergamo, Mailand und Pavia erobern. Er proklamierte sich hier zum König von Italien. Wegen immer größerer Schwierigkeiten zog er sich jedoch bald wieder nach Norden zurück, nicht ohne durch den Widerstand Berengars behindert zu werden. Wido seinerseits starb allerdings schon im Spätherbst 894 in der Nähe des Flusses Taro, wo er sich verschanzt hatte. Er wurde im Dom von Parma beigesetzt.
Die erhaltenen Rechtsdokumente Widos beschäftigen sich zum einen Teil mit dem Schutz von Klerikern, zum anderen, größeren mit der Wahrung des Rechtsfriedens im Lande gegenüber dessen Störern. In besonderem Maße suchte er sich die tatsächliche Machtausübung in seinem Reiche vorzubehalten und damit die Bedeutung von Zwischeninstanzen wie der Grafen zu reduzieren. Dieses Bemühen erwies sich jedoch auf die Dauer als erfolglos. Dagegen übertrug er seiner Gattin Ageltrude etliche Besitzungen in Oberitalien. Die Politik Widos wird seit jeher im Ganzen als zwiespältig eingestuft, wobei dieser Tenor schon zu seinen Lebzeiten aus natürlichem Grunde von den Gesta Berengarii seines großen Rivalen in Italien im negativen Sinne vorgeprägt wurde.
Widos Sohn Lambert konnte sich bei einem erneuten Italienzug Arnulfs 896 behaupten, obwohl dieser von Papst Formosus in Rom zum Kaiser gekrönt, also faktisch zum Gegenkaiser erhoben worden war. Als Lambert jedoch am 15. Oktober 898 durch einen Reitunfall ums Leben gekommen war, erbte Arnulf das alleinige Kaisertum, bis er selbst kurze Zeit später im November/Dezember 899 verstarb.

## Ehe und Nachkommen
Mit seiner Ehefrau Ageltrude, einer Tochter des Herzogs bzw. Fürsten Adelchis von Benevent, die 894 noch lebte, hatte Wido u. a. den Sohn:
- Lambert († 15. Oktober 898 in Marengo), Herzog von Spoleto, (Mit-)König seit Mai 889, (Mit-)Kaiser seit April 892